# Saxifraga seguieri
Saxifraga seguieri är en stenbräckeväxtart som beskrevs av Sprengel. Saxifraga seguieri ingår i Bräckesläktet som ingår i familjen stenbräckeväxter. Inga underarter finns listade i Catalogue of Life.

## Bildgalleri

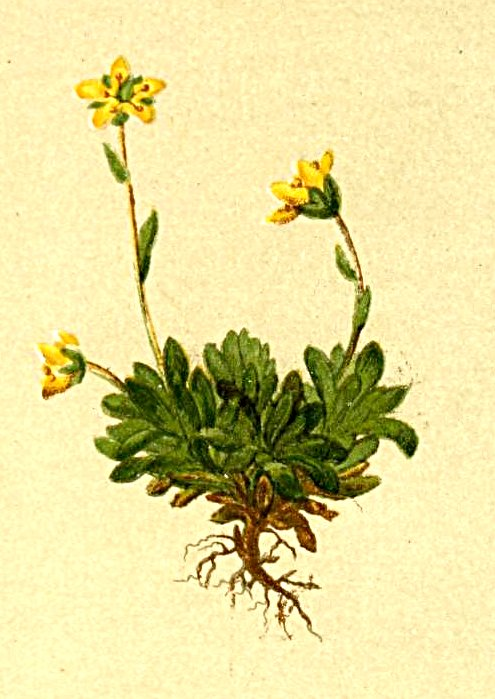